# Dracula fuligifera
Dracula fuligifera é uma espécie de orquídea epífita de crescimento cespitoso cujo gênero é proximamente relacionado às Masdevallia, parte da tribo Pleurothallidinae. Esta espécie é originária do Equador central, onde habita florestas úmidas e nebulosas das montanhas.
É uma espécie pertencente ao complexo das Dracula houtteana e Dracula psittacina , das quaisp pode ser diferenciada por suas minúsculas verrugas acinzentadas no interior das sépalas.